# 류치바오
류치바오(중국어 간체자: 刘奇葆, 정체자: 劉奇葆, 병음: Liú Qíbǎo, 1953년 1월 ~ )는 중화인민공화국의 정치인이다. 1971년에 중국 공산당에 입당하였다. 1974년 안후이 사범대학 역사과를 졸업했으며 안후이성에서 공청단 간부로 오랫동안 근무했다. 1994년 ~ 2000년 국무원 부비서장. 이후 광시 좡족 자치구, 쓰촨성 공산당 위원회 서기, 제18기 중공 선전부장 겸 정치국 위원, 중앙서기처 서기이다.